# Súper Rugby 2007
El Super 14 2007 fue la decimosegunda edición del torneo hoy llamado Super Rugby, que es disputado por equipos de Australia, Nueva Zelanda y Sudáfrica.

## Clasificación
- 4 puntos por ganar.
- 2 puntos por empatar.
- 1 punto bonus por perder por siete puntos o menos.
- 1 punto bonus por anotar cuatro o más tries en un partido.

| Pos. | Equipo      | PJ | Gan | Emp | Per | PaF | PeC | Dif  | BP | Pts |
| ---- | ----------- | -- | --- | --- | --- | --- | --- | ---- | -- | --- |
| 1    | Sharks      | 13 | 10  | 0   | 3   | 355 | 214 | 141  | 5  | 45  |
| 2    | Bulls       | 13 | 9   | 0   | 4   | 388 | 223 | 165  | 6  | 42  |
| 3    | Crusaders   | 13 | 8   | 0   | 5   | 382 | 235 | 147  | 10 | 42  |
| 4    | Blues       | 13 | 9   | 0   | 4   | 355 | 235 | 120  | 6  | 42  |
| 5    | Brumbies    | 13 | 9   | 0   | 4   | 234 | 173 | 61   | 4  | 40  |
| 6    | Chiefs      | 13 | 7   | 1   | 5   | 373 | 321 | 52   | 10 | 40  |
| 7    | Force       | 13 | 6   | 1   | 6   | 276 | 292 | −16  | 6  | 32  |
| 8    | Hurricanes  | 13 | 6   | 0   | 7   | 247 | 300 | −53  | 3  | 27  |
| 9    | Highlanders | 13 | 5   | 0   | 8   | 235 | 301 | −66  | 7  | 27  |
| 10   | Stormers    | 13 | 6   | 0   | 7   | 249 | 326 | −77  | 3  | 27  |
| 11   | Cheetahs    | 13 | 4   | 1   | 8   | 265 | 342 | −77  | 4  | 22  |
| 12   | Lions       | 13 | 5   | 0   | 8   | 175 | 284 | −109 | 2  | 22  |
| 13   | Waratahs    | 13 | 3   | 1   | 9   | 266 | 317 | −51  | 7  | 21  |
| 14   | Reds        | 13 | 2   | 0   | 11  | 201 | 438 | −237 | 3  | 11  |

## Fase final

### Semifinales
| 12 de mayo de 2007 | Sharks | 34 – 18 | Blues | Estadio Kings Park, Durban, |  |

| 12 de mayo de 2007 | Bulls | 27 – 12 | Crusaders | Loftus Versfeld Stadium, Pretoria, |  |

### Final
| 19 de mayo de 2007 | Sharks | 19 – 20 | Bulls | Estadio Kings Park, Durban,     |  |
|                    |        |         |       | Asistencia: 54.000 espectadores |  |

| Bandera de Sudáfrica |
| Campeón Bulls        |
| Primer título        |